# Cheval à l'abreuvoir
Cheval à l'abreuvoir est un tableau orientaliste à l'huile sur toile du peintre français Théodore Chassériau, daté et signé de 1851. Il est conservé au Musée d'Art moderne André-Malraux du Havre.

## Réalisation
Théodore Chassériau a réalisé de nombreuses études de chevaux arabes en Algérie. Des annotations dans ses dessins préparatoires révèlent qu'il souhaitait représenter « des Arabes en voyage faisant boire leurs chevaux à un abreuvoir — près des cactus et des palmiers ». Il consacre plusieurs œuvres à cette thématique des chevaux à l'abreuvoir.

## Description
Il s'agit d'un petit tableau d'ambiance sereine, montrant un couple homme et cheval sans harnachement près d'un abreuvoir.
Les palmiers représentés dans l'angle supérieur gauche de ce tableau représentent une rareté dans l'œuvre de Chassériau, qui peint ordinairement très peu de végétaux.